# Governo del Kosovo
Il governo della Repubblica del Kosovo (in albanese: Qeveria e Republikës së Kosovës) è l'organo collegiale detentore del potere esecutivo in Kosovo. Esso è composto dal Primo ministro, che lo presiede ed è eletto dall'Assemblea della Repubblica, e dai ministri, alcuni dei quali ricoprono la carica di vice Primo ministro e che sono nominati dal Primo ministro e approvati dall'Assemblea.
Il governo attuale è il governo Hoti che è in carica dal 3 giugno 2020.

## Governo in carica
| Carica                                    | Titolare                             | Titolare                             | Titolare                             |
| Primo ministro e vice primi ministri      | Primo ministro e vice primi ministri | Primo ministro e vice primi ministri | Primo ministro e vice primi ministri |
| ----------------------------------------- | ------------------------------------ | ------------------------------------ | ------------------------------------ |
| Primo ministro                            |                                      |                                      | Avdullah Hoti (LDK)                  |
| Primo vice Primo ministro                 |                                      |                                      | Besnik Tahiri (AAK)                  |
| Vice Primo ministro                       |                                      |                                      | Driton Selmanaj (LDK)                |
| Vice Primo ministro                       |                                      |                                      | Albulena Balaj-Halimaj (NISMA)       |
| Vice Primo ministro                       |                                      |                                      | Goran Rakić (SL)                     |
| Ministero                                 | Ministri                             | Ministri                             | Ministri                             |
| Affari esteri e diaspora                  |                                      |                                      | Meliza Haradinaj-Stublla (AAK)       |
| Comunità e ritorni                        |                                      |                                      | Dalibor Jevtić (SL)                  |
| Difesa                                    |                                      |                                      | Anton Quni (LDK)                     |
| Infrastrutture                            |                                      |                                      | Arban Abrashi (LDK)                  |
| Finanze                                   |                                      |                                      | Hykmete Bajrami (LDK)                |
| Salute                                    |                                      |                                      | Armend Zemaj (LDK)                   |
| Cultura, gioventù e sport                 |                                      |                                      | Vlora Dumoshi (LDK)                  |
| Giustizia                                 |                                      |                                      | Selim Selimi (AAK)                   |
| Istruzione, scienza e tecnologia          |                                      |                                      | Ramë Likaj (AAK)                     |
| Affari interni e pubblica amministrazione |                                      |                                      | Agim Veliu (LDK)                     |
| Economia                                  |                                      |                                      | Blerim Kuqi (AAK)                    |
| Lavoro e benessere sociale                |                                      |                                      | Skender Reçica (NISMA)               |
| Agricoltura                               |                                      |                                      | Besian Mustafa (LDK)                 |
| Amministrazione e governo locale          |                                      |                                      | Goran Rakić (SL)                     |
| Commercio e industria                     |                                      |                                      | Vesel Krasniqi (NISMA)               |
| Sviluppo rurale                           |                                      |                                      | Enis Kervan (KDTP)                   |